# Блуза
Блуза (на френски: blouse) е част от женското облекло, навлязла в употреба след 1890 година. Дотогава се е употребявала рядко и то за практични нужди най-вече в селското облекло. Блузата може да е с къс или дълъг ръкав, а в редки случаи и без ръкави. Повечето блузи имат яка и са с предно закопчаване. Най-често се изработват от памук или коприна. Наподобяват мъжката риза. Някои блузи могат да имат в допълнение бродерия, дантела или панделка. Носи се в съчетание с пола или панталон.